# NGC 6020
NGC 6020 في الفهرس العام الجديد، هي مجرة، تقع في كوكبة الحية. اكتشفت في 9 مايو 1866 بواسطة إدوارد ستيفان.

## روابط خارجية
- NGC 6020 على موقع ويكي سكاي: DSS2, SDSS, GALEX, IRAS, Hydrogen α, X-Ray, Astrophoto, Sky Map, Articles and images